# Transfer orbital Hohmann

Hohmann Transfer Orbit

Transferul orbital Hohmann este o manevră orbitală care permite schimbarea orbitelor unui vehicul spațial. A fost descrisă de inginerul german Walther Hohmann. Permite trecerea de la orbite circulare cu raze diferite prin intermediul unei semielipse.

## Bibilografie
- Al. Marinescu, Probleme optimale în dinamica zborului spațial, Editura Academiei Republicii Socialiste România, București 1982